# Попов, Леонид Сергеевич (актёр)
Серге́й (Леони́д) Серге́евич Попо́в — советский и российский киноактёр, кинорежиссёр и сценарист. Заслуженный деятель искусств Российской Федерации (1998).

## Биография
Родился 14 ноября 1946 года в Харьковской области. В 1984 году окончил режиссёрский факультет Московского института культуры (мастерская Б. Нащёкина). 
Имя Сергей появилось в титрах фильма Киры Муратовой «Познавая белый свет» в результате ошибки, против которой он не стал возражать.

## Фильмография

### Актёрские работы
- 1979 — «Последняя охота» — Кардиф, член экипажа шхуны
- 1979 — «Познавая белый свет» — Михаил
- 1983 — «Среди серых камней» — Валентин
- 1989 — «Астенический синдром» — Николай Алексеевич
- 1990 — «Клещ» — врач
- 1991 — «Кикс» — поклонник с цветами
- 1991 — «Глухомань» — Свисток
- 1992 — «Чувствительный милиционер»
- 1994 — «Увлеченья»
- 2002 — «Чеховские мотивы» — Евграф Ширяев, отец Петра
- 2003 — «Француз» — отец Анны
- 2005 — «Пыль» — правозащитник
- 2019 — «Шифр» — Пётр Натанович, эксперт-криминалист.

### Режиссёрские работы
- 1991 — «Улыбка»

### Сценарные работы
- 1989 — «Астенический синдром»
- 1991 — «Улыбка»

## Награды и достижения
- 1992 — «Улыбка» — главный приз кинофестиваля «Дебют», Москва.
- 1992 — «Улыбка» — гран-при кинофестиваля «Кинотавр», Сочи.
- 1993 — «Улыбка» — специальный приз МКФ в Сан-Ремо, Италия.